# Meäskoaivi
Meäskoaivi är en kulle i Finland.   Den ligger i den ekonomiska regionen Norra Lappland och landskapet Lappland, i den norra delen av landet, 1 000 km norr om huvudstaden Helsingfors. Toppen på Meäskoaivi är 313 meter över havet.
Terrängen runt Meäskoaivi är huvudsakligen platt, men västerut är den kuperad.  Trakten runt Meäskoaivi är nära nog obefolkad, med mindre än två invånare per kvadratkilometer. Det finns inga samhällen i närheten. Omgivningarna runt Meäskoaivi är i huvudsak ett öppet busklandskap.